# ミッキーのダンスパーティ
『ミッキーのダンスパーティー』（原題:Mickey's delayed date ）は1947年に制作されたアニメーション短編映画。ミッキーマウスの短編映画シリーズの一作品。また、英語版では長年ミッキーマウスの声を演じたウォルト・ディズニーが1966年に亡くなったため最後の短編映画作品となった。

## 公開データ
| 公開日 上映時間 | 1947年（昭和22年） | 10月3日      | アメリカ合衆国 | 7分 |
| サイズ          | カラー             | スタンダード |                |     |

## あらすじ
寝ていたミッキーとプルートのもとにミニーから電話がかかってきた。電話をかけていたミッキーはミニーから「15分以内に来なかったらお別れよ」と告知され、ミッキーはダンスパーティーに行く準備をする。ミッキーが支度をしている間にプルートはシルクハットと戯れていた。シルクハットが自分の頭に落ちたプルートは驚いて騒ぎ出す。そこでミッキーが全裸のまま風呂から出てきたその瞬間、紳士服とシルクハットが置いてあるベッドに衝突し、ミッキーは紳士服に着替える。チケットを持ってきたプルートはミッキーに渡す。そして時計が鳴り、ミッキーはダンスパーティーに行くことに。プルートはミッキーに留守番を頼まれる。遅れそうになり急いでいるミッキーはタクシーを呼んだが、水がかかり、そしてその上、目抜き通りで数々の車を避けながら必死に急いでいた。そこでプルートはミッキーの為に目抜き通りを横切りながらチケットを渡しにいった。シルクハットをポリバケツの中に落としたミッキーはプルートに弄ばされポリバケツごと転がり、ようやくミニーの待ち合わせしていたパーティー会場にたどり着いたのであった。

## キャスト
| キャラクター   | 原語版               | 吹き替え版 |
| -------------- | -------------------- | ---------- |
| ミッキーマウス | ウォルト・ディズニー | 青柳隆志   |
| ミニーマウス   | ルース・クリフォード | 水谷優子   |
| プルート       | ピント・コルヴィッグ | 原語版流用 |

## スタッフ
| 製作 | ウォルト・ディズニー、ロイ・O・ディズニー |
| 脚本 | アート・スコット                          |
| 音楽 | オリバー・ウォレス                        |
| 監督 | チャールズ・オーガスト・ニコルズ          |
| 制作 | ウォルト・ディズニー・プロダクション      |

## 映像ソフト化
- （日本語、英語）『ミッキーマウス／カラー・エピソード Vol．2 限定保存版』（DVD）ウォルト・ディズニー・ジャパン、東京都目黒区下目黒1丁目8番1号、2004年9月17日、該当時間: 331分。